# Grézieux-le-Fromental
Grézieux-le-Fromental ist eine französische Gemeinde mit 253 Einwohnern (Stand: 1. Januar 2022) im Département Loire in der Region Auvergne-Rhône-Alpes (vor 2016 Rhône-Alpes). Sie gehört zum Arrondissement Montbrison und zum Kanton Montbrison. Sie grenzt im Norden an Chalain-le-Comtal, im Nordosten an Boisset-lès-Montrond, im Südosten an L’Hôpital-le-Grand, im Süden an Précieux und im Westen an Savigneux.
Die Bewohner werden Grézolois und Grézoloises genannt.

## Bevölkerungsentwicklung
| Jahr                       | 1962 | 1968 | 1975 | 1982 | 1990 | 1999 | 2008 | 2017 |
| -------------------------- | ---- | ---- | ---- | ---- | ---- | ---- | ---- | ---- |
| Einwohner                  | 109  | 89   | 83   | 83   | 115  | 105  | 108  | 233  |
| Quellen: Cassini und INSEE |      |      |      |      |      |      |      |      |

## Sehenswürdigkeiten

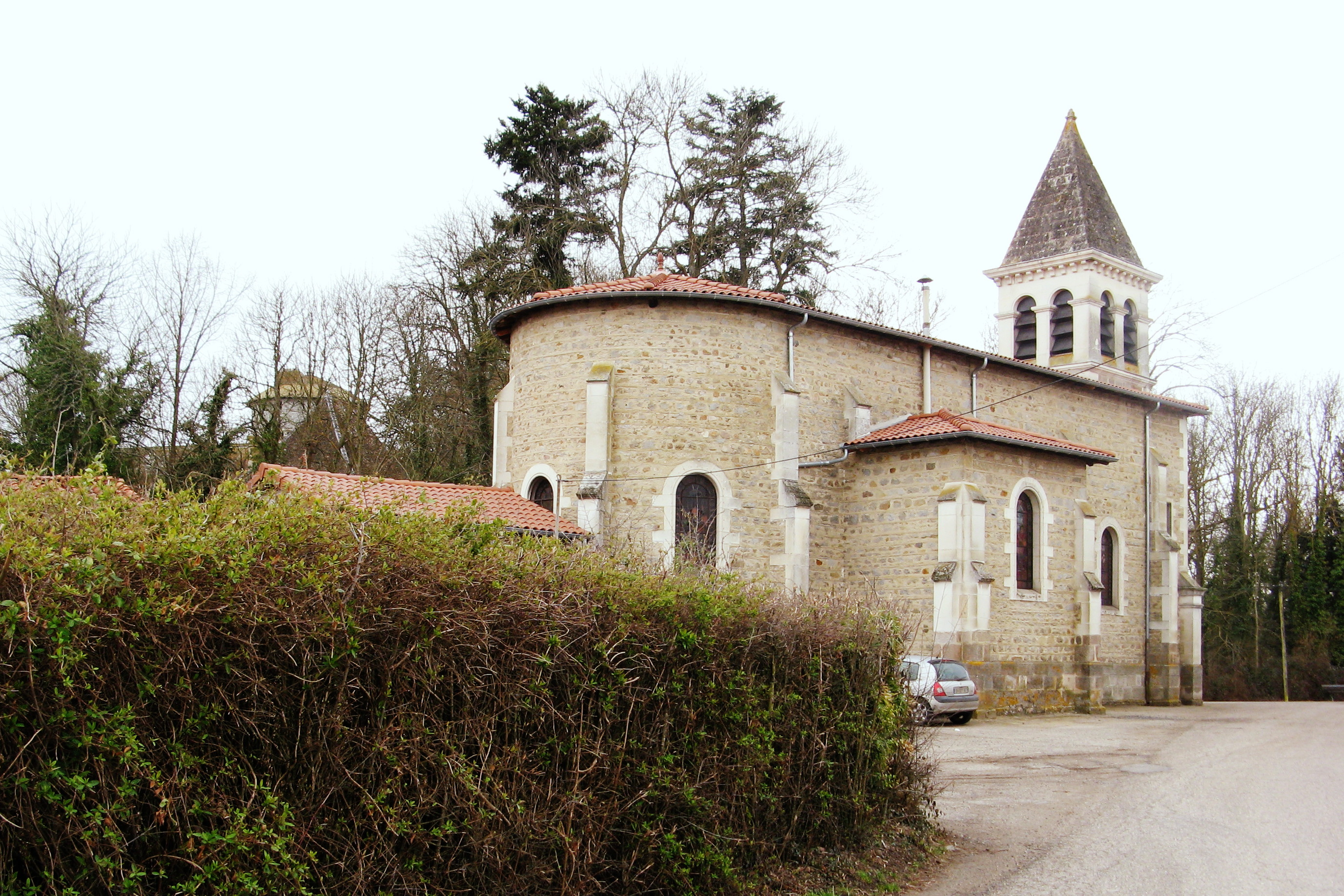
Kirche Sainte-Catherine
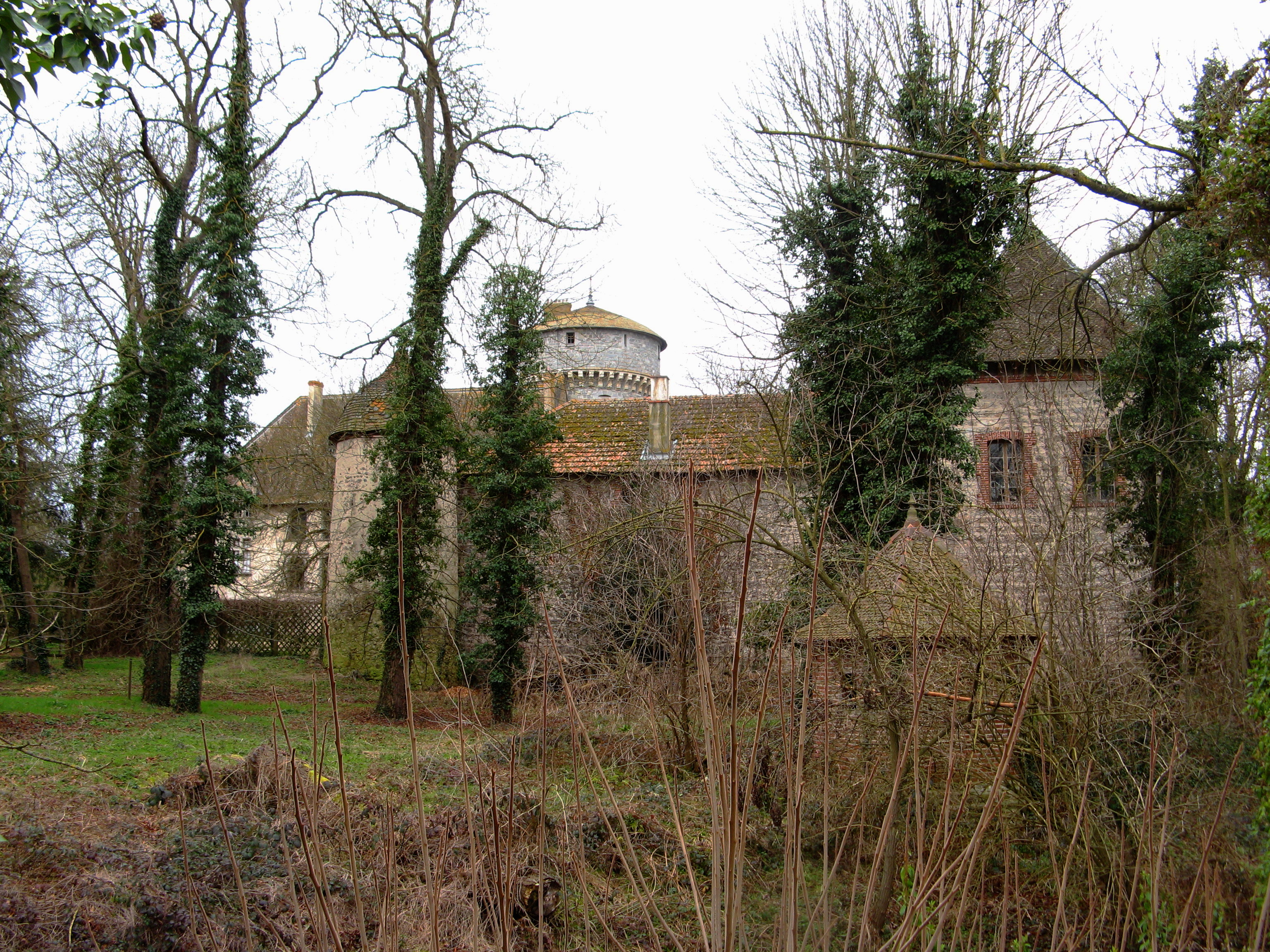
Schloss

- Kirche Sainte-Catherine
- Schloss